# 千葉涼平
千葉 涼平（ちば りょうへい、1984年11月18日 - ）は、日本の歌手、ダンサー。血液型はB型。北海道札幌市白石区出身。所属事務所はライジングプロダクション。w-inds.のリーダーで、イメージカラーとライブ時のマイクテープは青。ダンス、ラップ、コーラスを担当していたが、2020年橘慶太と2人体勢になってからはツインボーカルとして歌も担当している。

## 来歴
家族の勧めで地元のCMオーディションを受けた際、アクターズスタジオ北海道本部校から特待生として呼ばれ、13歳から通い始める。
14歳の時、島田紳助の番組に出演したことがある。
15歳の時、アクターズスタジオのイベントを観た事務所関係者から緒方龍一と共にスカウトされたのが上京のきっかけとなる。
上京後は橘慶太、緒方龍一とダンス＆ボーカルユニットを結成し、ストリートライブを行った後、2001年3月、16歳の時にw-inds.としてメジャーデビュー。

## 主な個人としての活動
2004年
w-inds.の全国ツアー「w-inds. "PRIME OF LIFE" TOUR 2004」で自ら作詞した楽曲「Stand your ground」をソロで披露。作曲は飛佐晴己。
2010年
所属事務所ヴィジョンファクトリーの男性アーティストを中心に、アンダーグラウンドで活躍するストリートダンサーが出演するダンス＆ライブイベント「UNITED ～VISION DANCE FESTA～」を発起。同イベントは後にイベントタイトルを「UNITED ～RISING DANCE FESTA～」に改め、初回からVol.6まで開催されている。
2013年
新たなダンスイベントをやりたいという意向でDA PUMPのKENZOを誘い、5月4日～6日、Dance Showcase「The Shot」を発起。座長を務めた。計6公演を実施し、台詞がほとんどないダンスパフォーマンスだけのストーリー演出で行われた。
2014年
3月19日～23日、PaniCrewの植木豪総合演出の舞台「WASABEATS」で主演。
「WASABEATS」は2015年、2016年にも公演が行われ、2020年には「WASABEATS featuring Love Junx」として、ダウン症のある方のための本格的なエンターテイメントスクール「ラブジャンクス」とのコラボレーションを行った。
4月17日〜29日、「The Shot」の続編となる「The Shot II」を3都市で開催。
2015年
12月、ダンスエンタテインメントショー「SUPERLOSERZ」（演出：宮本亜門）に主演。
2017年
J-POPなどヒット曲にのせ、ダンスでストーリーを展開するダンスチーム梅棒の 7th ATTACK「ピカイチ！」主演。梅棒初の学園コメディへの参加となった。
2018年に「超ピカイチ！」としてバージョンアップし、「全日制ver」と「定時制ver」の2バージョンで上演され、主演を務めた。
2021年
舞台FOCUS「イッツショータイム!!」出演。歌と芝居とダンスの本格的なエンターテイメント作品で、社交ダンス初挑戦となった。
2022年
4月17日、東京・有楽町よみうりホールで開催された俳優の平間壮一が主催するダンスイベント『S×？vol.2 RADIO BOX』にゲスト出演。
11月24日、梅棒 15th "RE"PLAY 『シン・クロス ジンジャー ハリケーン』ゲスト出演。
2023年
サイバーパンクと和が融合するファンタジー超大作、梅棒 16th showdown 『曇天ガエシ』主演。

## 人物
- 趣味・特技はブレイクダンス
- 好きな食べ物はお寿司とフルーツ
- 好きな動物は犬

## 舞台
- 「The Shot」 （2013年5月4日～6日、東京・日経ホール。2013年8月9日～10日（再演）、東京・新宿文化センター。2013年10月12日、大阪国際センター。）
- 「WASABEATS」 （2014年3月19日～23日、東京・アミューズ・ミュージカルシアター）
- 「The Shot II」  （2014年4月17日～29日、埼玉・三郷文化会館　他）
- 「WASABEATS」 （2015年4月22日～26日、東京・Zeppブルーシアター六本木。2015年5月3日、・シアターBRAVA！。）
- 「SUPERLOSERZ」（2015年12月5日〜15日、東京・新国立劇場中劇場 他）[2]
- 「WASABEATS」 （2016年5月18日～22日、東京・Zeppブルーシアター六本木。2016年6月4日、香港・元朗劇院。）
- 梅棒 7th ATTACK「ピカイチ！」 （2017年6月23日～7月2日、東京・Zeppブルーシアター六本木 他）
- 梅棒 9th "RE" ATTACK「超ピカイチ！」 （2018年12月15日～29日、東京・東京グローブ座 他）
- 「WASABEATS featuring Love Junx」（2020年8月25日～30日、神奈川・横浜赤レンガ倉庫）
- 舞台FOCUS「イッツショータイム!!」 (2021年8月21～22日、大手町・日経ホール。10月30～31日、COOL JAPAN PARK OSAKA・TTホール。)
- 梅棒 16th showdown『曇天ガエシ』（2023年3月10日(金)～3月12日(日)／全4ステージ　なかのZERO大ホール。2023年3月16日(木)～3月22日(水)／全10ステージ　新国立劇場 中劇場）
- 梅棒 20th Breakdown「FINAL JACKET」（2025年11月11日・12日〈予定〉、サンシャイン劇場）[3]